# Bratina-Pokal
Der Bratina-Pokal (russisch Кубок Братина) ist die Siegertrophäe der Wysschaja Hockey-Liga, der zweiten russischen Spielklasse im Eishockey. Zur Neugründung der Liga zur Saison 2010/11 wurde die Trophäe zum ersten Mal verliehen.

## Pokalgewinner
| Saison  | Gewinner              | Finalist                | Serie |
| ------- | --------------------- | ----------------------- | ----- |
| 2016/17 | HK Dynamo Balaschicha | Torpedo Ust-Kamenogorsk | 4:0   |
| 2015/16 | Neftjanik Almetjewsk  | Ischstal Ischewsk       | 4:1   |
| 2014/15 | Toros Neftekamsk      | Ischstal Ischewsk       | 4:2   |
| 2013/14 | HK Saryarka Karaganda | Rubin Tjumen            | 4:2   |
| 2012/13 | Toros Neftekamsk      | HK Saryarka Karaganda   | 4:3   |
| 2011/12 | Toros Neftekamsk      | Rubin Tjumen            | 4:1   |
| 2010/11 | Rubin Tjumen          | Neftjanik Almetjewsk    | 4:0   |